# 司徒敬
司徒敬（英語：Frank Stock，1945年6月15日—），香港終審法院非常任法官，曾擔任高等法院上訴庭法官。
他於南羅德西亞出生，於英國修讀法律，1978年開始投身香港法律界，1991年加入香港司法機構，1992年獲委任高等法院法官。

## 外部連結
- 司徒敬法官，GBS-香港終審法院